# Walter Beeler Memorial Composition Prize
De Walter Beeler Memorial Composition Prize is een Amerikaanse tweejaarlijkse compositieprijs, opgericht in 1987 door het Ithaca College School of Music op het gebied van composities voor harmonieorkest.

## Winnaars
| jaar | compositie                                    | componist                  |
| ---- | --------------------------------------------- | -------------------------- |
| 1975 | Al Fresco                                     | Karel Husa (commissie)     |
| 1976 | Liberty Song '76                              | Paul Creston (commissie)   |
| 1977 | Myth for Winds and Percussion                 | Armand Russell (commissie) |
| 1978 | Othello                                       | Alfred Reed (commissie)    |
| 1979 | Concerto for Symphonic Wind Band              | Anthony Milner (commissie) |
| 1980 | Concerto Grosso for Brass Quintet and Band    | Fisher Tull (commissie)    |
| 1981 | Concerto for Band                             | Robert Jager (commissie)   |
| 1982 | Tribute                                       | Philip Lang (commissie)    |
| 1983 | San Joaquin Sketches                          | Roger Nixon (commissie)    |
| 1984 | Andante and Variations on a Theme for Macbeth | David Amram (commissie)    |
| 1987 | Moonrise, A Polonaise, Early Light            | Paul Reale                 |
| 1989 | Music for Winds and Percussion                | Frank Ticheli              |
| 1992 | Adagietto                                     | Warren Benson              |
| 1994 | Metropolis                                    | Adam Gorb                  |
| 1996 | Lost in the Fun House                         | Jeffrey Hass               |
| 1998 | Polka Nation                                  | Evan Chambers              |
| 2000 | Myaku                                         | David Dzubay               |
| 2002 | Homages                                       | Michael Djupstrom          |
| 2004 | Redline Tango                                 | John Mackey                |
| 2006 | (niet toegekend)                              | (niet toegekend)           |
| 2008 | Cathedrals                                    | Kathryn Salfelder          |
| 2010 | Rumpelstilzchen                               | Jess Langston Turner       |
| 2012 | Sound and Smoke                               | Viet Cuong                 |
| 2014 | Concerto for Wind Ensemble                    | Clint Needham              |
| 2016 | (niet toegekend)                              | (niet toegekend)           |
| 2019 | Into the Silent Land                          | Steve Danyew               |
| 2022 | Matsuri for Wind Ensemble                     | Eric Guinivan              |
| 2024 | Passages                                      | Will Healy                 |